# Виталий (Устинов)
Митрополи́т Вита́лий (в миру Ростисла́в Петро́вич Усти́нов; 7 (20) марта 1910, Санкт-Петербург — 25 сентября 2006, Мейгог, Квебек, Канада) — епископ Русской православной церкви заграницей (РПЦЗ), в 1986—2001 годах являлся её 4-м первоиерархом.
Став монахом в 1938-м и священником в 1941 году, являлся с тех пор на протяжении более 50 лет видным деятелем и идеологом РПЦЗ. В 1951 году стал епископом и служил в Бразилии. С 1955 года служил в Канаде; с 1957 года под его управлением находились все приходы РПЦЗ в этой стране. Основал в Бразилии и Канаде несколько скитов, при которых организовывал типографии. В 1986 году избран первоиерархом РПЦЗ с оставлением за ним Канадской епархии. Был известен своей жёстко непримиримой позицией в отношении лояльного советской власти Московского патриархата. На его первоиераршество пришёлся распад СССР (1991) и начало массового открытия новых приходов и монастырей Московского патриархата как на территории бывшего СССР, так и в дальнем зарубежье. Поддержал те силы, которые требовали открытия приходов РПЦЗ в России, что вызвало резко негативную реакцию со стороны Московского патриархата (РПЦ).
В 2000 году из-за ухудшения здоровья фактически отошёл от дел, а осенью 2001 года по собственному желанию почислен на покой. После этого несколькими клириками и мирянами, непримиримо настроенными по отношению к новому пероиерарху РПЦЗ митрополиту Лавру, был увезён в Спасо-Преображенский скит в Мансонвилле, где стал формальным главой РПЦЗ (В), вскоре разделившейся на ряд мелких, не признающих друг друга ветвей.

## Биография

### До пострига
Согласно уточнённым архивным данным, Ростислав Петрович Устинов родился в Санкт-Петербурге 7 (20) марта 1910 года в семье морского офицера Петра Константиновича Устинова и его первой супруги Лидии Андреевны, урождённой Стопчанской, дочери жандармского генерала. Крещение младенца состоялось 15 (28) мая 1910 года в храме Воскресения Христова и Михаила Архангела в Малой Коломне. Крещение совершил священник Александр Никольский, псаломщик Иаков Боголюбов. Восприемниками были дядя со стороны отца подпоручик 75-го Севастопольского пехотного полка Сергей Константинович Устинов и тётя по матери Юлия Андреевна Стопчанская.
Пётр Константинович на момент рождения сына являлся поручиком Севастопольской крепостной артиллерии, и семья постоянно проживала в Севастополе. В Санкт-Петербурге Устиновы оказались в связи с прохождением учёбы Петра Константиновича в Морском корпусе. В 1910 году местом жительства Устиновых значится улица Офицерская, д. 36 (Дом Кокушкина), ныне это улица Декабристов в Адмиралтейском районе Санкт-Петербурга. Вскоре после рождения сына семья вернулась на своё постоянное место жительства в Севастополь, так что в справочнике «Весь Петербург» за 1911 год Устиновы уже не упоминаются. Детские годы будущего митрополита прошли в Севастополе.
В 1920 году поступил в Крымский кадетский корпус, но уже в ноябре того же года вместе с чинами белой армии под руководством генерала П. Н. Врангеля покинул Крым. Как он сам вспоминал: «Русские корабли отчаливали от Севастополя. На Графскую пристань высыпало почти полгорода севастопольцев, которые оставались. И мы прощались. Они нам сделали земной поклон. Они нас не осуждали, и мы их не осуждали, что они остаются. На корабле священник совершал молебен напутственный. И тоже все эмигранты будущие встали на колени и прощались со своей Родиной. Это, наверное, уникальное явление во всей истории человечества: такое прощание со своей Родиной».
Кадетский корпус эвакуировали в Константинополь, впоследствии — в Югославию, сначала в Бакар, а затем в Лагерь Стрнище (при эвакуации корпус насчитывал 650 кадетов). В 1923 году родительница Ростислава, к тому времени вторично вышедшая замуж за офицера врангелевской армии Всеволода Лангаммера (когда-то служившего вместе со Львом Третьяковым), вызвала своего сына в Константинополь, откуда с ним переехала в Париж, где поместила его в колледж имени святого Людовика, которым руководили иезуиты, в городе Ле Ман. По окончании колледжа Ростислав проживал с матерью и отчимом в Каннах. 11 октября 1933 года получил французское гражданство.
В 1934 году был призван отбывать воинскую повинность во французской армии и был зачислен в 9-й кирасирский (конный) полк. По окончании службы командир полка полковник де Мулен предлагает бригадиру Устинову остаться в полку, обещая ему производство в офицеры. Но тот продолжить военную карьеру в качестве унтер-офицера отказался и решил принять монашеский постриг.

### Церковное служение в Европе
В 1936 году покидает Францию и поступает в Монастырь преподобного Иова Почаевского в Ладомировой, тогда на территории Чехословакии. Архимандрит Нафанаил (Львов) так описывал его в 1940 году: «прекрасно владеет французским и английским языком. Несмотря на противодействие семьи, он почувствовал стремление к иночеству, порвал связи с миром и прибыл в обитель преп. Иова».
Во время своего последнего посещения Европы осенью 1937 года архиепископ Виталий (Максименко) посещает и основанный им монастырь и облекает в подрясник трудника Ростислава.
В 1938 году настоятелем монастыря архимандритом Серафимом (Ивановым) был пострижен в рясофор с именем Виталий, дабы, «как он сам и сказал, имя Виталий не прекращалось в нашей обители», 15 марта 1940 года был пострижен в мантию. Нёс послушание старшего наборщика и метранпажа типографии.
17 июля 1940 года епископом Мукачевским и Прешовским Владимиром (Раичем) был рукоположён в сан иеродиакона.
10 октября 1941 года в Братиславе был рукоположён архиепископом Берлинским и Германским Серафимом (Ляде) в сан иеромонаха с поручением ему, оставаясь насельником монастыря, окормлять два села у границы Чехословакии с Польшей — Крайную Порубку и Медведье и Корейовце. В 1942 году воодушевил крестьян на постройку в селе Медведьем нового большого деревянного храма вместо обветшавшего старого. Этот храм был освящён в начале 1944 года.
Ввиду приближения советских войск, в соответствии с указанием Первоиерарха РПЦЗ митрополита Анастасия (Грибановского), братия монастыря в Ладомировой приняла решение бежать на Запад. В день памяти преподобного Серафима Саровского (1 августа по новому стилю) была отслужена литургия и напутственный молебен, после чего почти вся братия переехала в Братиславу. 4 января 1945 года братство вместе с сопровождавшими лицами в количестве 49 человек выехало из Братиславы в Берлин, куда прибыло на следующий день.
Ввиду наступления на Берлин Красной армии, вместе с настоятелем собора архимандритом Нафанаилом (Львовым) покинул Берлин и основался в Гамбурге. Там окормлял беженцев в лагерях для перемещённых лиц. Наиболее крупным был лагерь Фишбек (ныне часть Гамбурга) в британской зоне оккупации, где он организовал курсы псаломщиков, высшие пастырско-богословские курсы, на которых обучались 12 юношей, создал иконописную мастерскую. Как писал священник Александр Ивашевич, фишбековцы «считали владыку не просто своим избавителем и отцом духовным, но больше того — они считали его своим героем. А владыка их всех любил и поддерживал настоящую чистую дружбу с ними»
В 1947 году был возведён в сан архимандрита и по 1951 год был настоятелем Успенского прихода в Лондоне, где поочерёдно служил в одном храме с будущим митрополитом РПЦ Антонием (Блумом) (общины РПЦЗ и Московского патриархата арендовали один храм, где служили поочерёдно). Всякий раз, когда архимандрит Виталий приходил в храм, чтобы совершить богослужение после того, как было совершено богослужение общиной Московского Патриархата, храм освящался заново как после осквернения, а самому Антонию (Блуму) он сказал: «Если быть вежливым, то вы не священник, а если прямо, так вы служитель сатаны».
Будучи настоятелем лондонского прихода, ездил по всей Англии, организовал приходы в Манчестере, Престоне и Брадфорде, а также обращал в Православие некоторых местных жителей.

### Епископ
12 июля 1951 года в Успенском храме Лондона был хиротонисан во епископа Монтевидеоского, викария Сан-Паульской епархии. Хиротонию совершили епископ Женевский Леонтий (Бартошевич) и епископ Брюссельский и Западноевропейский Нафанаил (Львов).
Прибыв в Бразилию, поселился в пригороде Сан-Паулу, местечке Вила-Альпина. Там он основал монашеское братство, открыл типографию и устроил небольшой приют для мальчиков, которые обучались богослужебному кругу. Большое внимание уделялось миссионерской деятельности как среди русских эмигрантов, так и среди местного населения. Епископ Виталий и его иеромонахи посещают православных людей по самым глухим уголкам Бразилии. Их трудами основываются два прихода в центре Бразилии: в Гоянии и в местечке Педрейра, пригороде Сан-Паулу. В своём титулярном городе Монтевидео не служил.

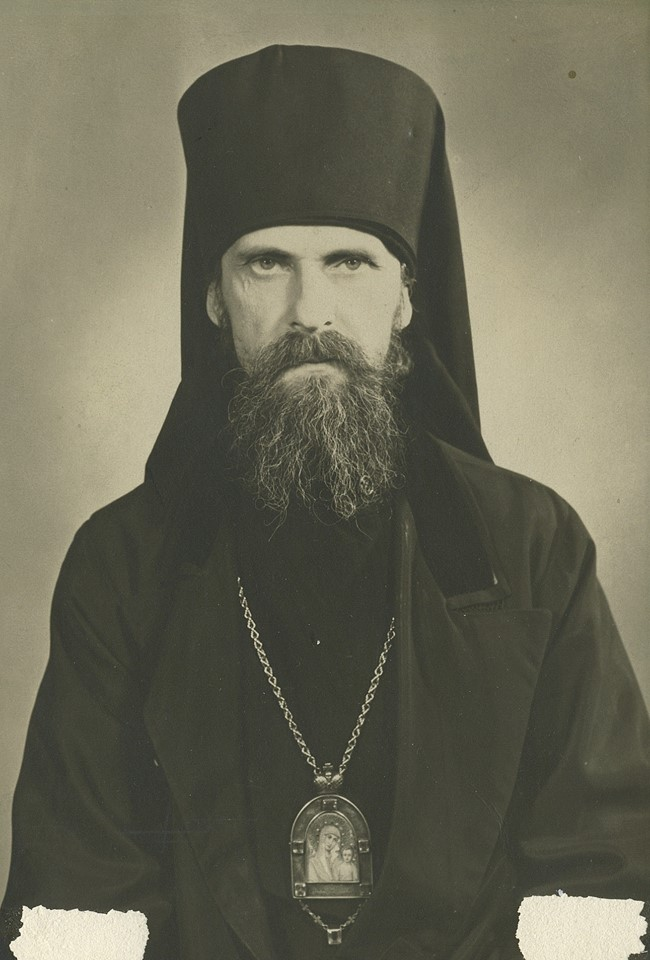
Епископ Виталий в 1959 году

26 февраля 1954 году назначен епископом Эдмонтонским и Западноканадским с кафедрой в Эдмонтоне, провинция Альберта.
В апреле 1955 года, вместе со своей монашеской братией, отбыл к месту нового служения. В том же году в 75 милях от города он устроил Успенский скит для размещения прибывшей с ним из Бразилии братии и для устройства типографии.
23 августа 1957 года Восточноканадская и Западноканадская епархии РПЦЗ были вновь объединены в одну епархию, которую и возглавил епископ Виталий. При этом для управления приходами Западной Канады был назначен викарный епископ Эдмонтонский Савва (Сарачевич), архиерейская хиротония которого состоялась 28 сентября 1958 года.
Устроил Спасо-Преображенский скит в Мансонвилле. В Монреале приобрёл и благолепно обустроил крупный соборный храм, недалеко от которого располагается монастырское подворье и архиерейская резиденция. В подворье была устроена типография, выпускавшая богослужебную, вероучительную, церковно-историческую литературу и периодическое издание «Православное обозрение».
В 1958 году возведён в сан архиепископа с присвоением титула Монреальского и Канадского, включён в Архиерейский Синод РПЦЗ.
По инициативе Виталия в епархии неоднократно проходили всезарубежные съезды русской молодёжи.
В своём докладе на Архиерейском Соборе Зарубежной Церкви в 1967 году назвал экуменизм всепроникающей ересью своего времени, оказав большое влияние на общую точку зрения Русской Православной Церкви Заграницей по этому вопросу.
С 1976 года архиепископ Виталий являлся одним из заместителей первоиерарха РПЦЗ митрополита Филарета (Вознесенского).
Митрополит Виталий был частым гостем религиозных программ на русской службе «Радио Канада», где выступал с обращениями к важным праздникам, давал интервью, где высказывался по вопросам богословским, церковным, историческим, объяснял, почему РПЦЗ не имеет канонического общения с Московским Патриархатом.

### Первоиерарх
21 ноября 1985 года скончался митрополит Филарет (Вознесенский). 22 января 1986 года Архиерейский собор РПЦЗ избрал жребием архиепископа Виталия (Устинова) первоиерархом РПЦЗ с титулом митрополит Нью-Йоркский и Восточно-Американский. 25 января 1986 года в Синодальном Знаменском соборе состоялась его интронизация. Вместе с тем остался управляющим Канадской епархией.
Был сторонником открытия приходов РПЦЗ в России, каковое решение и было принято Архиерейским Собором 2/15 мая 1990 года.
Значительные изменения в жизни РПЦ, вызванные падением коммунистического режима в СССР, сделали возможным начало диалога между РПЦ и РПЦЗ. По воспоминаниям Виктора Аксючица. «В 90 году, когда я был народным депутатом России и председателем подкомитета в комитете по свободе совести Верховного совета, я предпринял как лидер РХДД попытку воссоединения тогда уже, то есть нас группа депутатов обратились к Ельцину с предложением стать инициатором этого воссоединения. Ельцин уполномочил нас начать переговоры с Русской зарубежной церковью. Я звонил из Москвы в Нью-Йорк владыке Виталию, изложил позицию российского президента. Владыка первоначально высказался благожелательно. Через два дня со мной уже говорил другой человек резким тоном. Я в ответ услышал, что ничего не изменилось, режим остается коммунистическим, а церковь остается структурой КГБ и поэтому им не с кем вести переговоры в России». Со стороны самой РПЦ неоднократно звучали призывы к диалогу, однако митрополит Виталий неоднократно на протяжении 1990-х годов заявлял о своём негативном отношении к РПЦ и считал какие-либо контакты с ней невозможными.
В период первоиераршества митрополита Виталия был канонизирован ряд святых: собор преподобных Оптинских старцев и преподобный Паисий Величковский (1990), святители Иоанн Шанхайский и Сан-Францисский, Иннокентий Московский и Николай Японский (1994), святитель Иона Ханькоусский (1996), мученик иерей Максим Горлицкий (1998), святители Филарет Московский, Игнатий Кавказский, Феофан Затворник, блаженный Феофил Киевский (2000).
В 1998 году митрополит Виталий упал, сломал правую руку и после этого фактически не мог полноценно совершать архиерейские богослужения, и долгое время не мог даже креститься. Болезнь и физическая немощь митрополита Виталия стали одной из причин, последовавшего через несколько лет, ухода на покой. К тому времени наметилось отчуждение между митрополитом Виталием с прочими иерархами РПЦЗ, а также большинством клириков и мирян. Как отмечал в 2001 году священник Александр Ивашевич: «К владыке Виталию, последние годы невозможно было даже архиереям спокойно прийти на разговор. А тем временем на письменный стол нашего Всезарубежного старца-вождя попадали разные чуждые соборного духа документы и, то его уговаривали их подписывать, то злонамеренно не напоминали владыке Виталию о том, что он сам только что подписал вместе со своими собратиями-архиереями противоположный предлагаемому теперь, документу. Всё это разлагало свободное и соборное действие наших Соборов и Синодов, и мы все свидетели страшных последствий сего. Владыка Виталий был уже давно изолирован. Первым делом от своих собратьев архиереев, потом от своих священнослужителей, и наконец от своих близких и долголетних друзей. Всё это уже годами замечалось любящими архипастырями и пастырями и близкими друзьями владыки».
26 октября 2000 года Архиерейский Собор РПЦЗ под председательством митрополита Виталия в своём послании приветствовал некоторые решения Архиерейского юбилейного Собора РПЦ 13-16 августа 2000 года, в том числе канонизацию новомучеников и принятие «Основ социальной концепции РПЦ». В Послании в частности говорилось: «Нас обнадёживает принятие новой социальной концепции этим собором, которая по существу перечёркивает „Декларацию“ митрополита Сергия 1927 года». По решению Собора при Архиерейском Синоде РПЦЗ была создана комиссия по вопросам единства Русской Церкви.
На том же архиерейском соборе было принято «Обращение Русской Православной Зарубежной Церкви к старообрядцам», в котором выражалось сожаление о жестокостях причинённых в своё время приверженцам «старого обряда», а также прозвучал призыв к уврачеванию сего горестного разделения.
4 декабря 2000 года митрополит Виталий распространил послание, в котором заявил о своём несогласии со многими решениями Собора. В послании сказано, что «Русская Православная Зарубежная Церковь, сохранившая свою духовную свободу все эти 80 лет, никогда не пойдёт на соединение с Московской Патриархией». Несмотря на это письмо, 8 февраля 2001 года Архиерейский Синод РПЦЗ под председательством митрополита Виталия сделал заявление о «внутреннем единстве» всех членов Синода.
После обнародования 5 мая 2001 года «Обращения клириков Западноевропейской епархии РПЦЗ», содержавшего призыв «противостоять новому курсу в нашей Церкви», митрополит Виталий снова изменил позицию: 22 июня 2001 года он подписал «Окружное послание» с заявлением, что «Основы социальной концепции РПЦ» не могут перечеркнуть «предательскую Декларацию 1927 г.», послание отрицало происходящее в России духовное возрождение и признало ошибочным создание комиссии по вопросам единства Русской Церкви.
26 июня 2001 года заместитель секретаря Архиерейского Синода епископ Гавриил (Чемодаков) поместил на официальном синодальном узле «Заявление из Канцелярии Архиерейского Синода», в котором говорилось, что «Окружное Послание» не было написано митрополитом Виталием.
6 июля 2001 года епископ Варнава написал «Заявление», в котором настаивал на том, что митрополит Виталий был автором распространенного от его имени «Окружного Послания» и поведал об истории появления этого документа, где фактически признавал, что митрополит Виталий был лишь одним из соавторов документа: по словам епископа Варнавы «группа верных священнослужителей» — епископ Варнава (Прокофьев), архимандрит Сергий (Киндяков), протоиерей Сергий Петров, иерей Никита Орлов, протодиакон Герман Иванов-Тринадцатый — «была лично приглашена владыкой митрополитом для обсуждения катастрофического положения, в которое была ввергнута Зарубежная Церковь после октябрьского Архиерейского Собора. <…> Собрание состоялось в Мансонвиле и продолжалось трое суток. Помимо обменов мнений за столом, было пять рабочих заседаний по два часа каждое. <…> К началу работы Владыкой Митрополитом был представлен проект, который тщательно обсуждался, видоизменялся, дополнялся, в частности самим Митрополитом».

### Уход на покой
Открывшееся 10 июля 2001 года заседание Архиерейского Синода РПЦЗ оценило «Окружное послание» как ошибочное, после чего митрополит Виталий дал согласие уйти на покой. 13 июля постановлением Синода было определено, что до проведения внеочередного Архиерейского Собора временное руководство РПЦЗ возлагается на архиепископа Лавра (Шкурлу).
По свидетельству участника Архиерейского Собора епископа Агафангела, в самом начале заседаний митрополит Виталий роздал архиереям подписанную им бумагу, в которой говорилось, что поскольку он точно знает, что этот Собор примет решение о соединении с Московской патриархией, то он признает его недействительным. Устно он прибавил, что ему известно то, что вл. Лавр и вл. Алипий встречались с Алексием II и обо всем уже договорились, после чего удалился в свои покои в здании Синода. 23 октября, в день открытия Собора, к митрополиту Виталию направилась комиссия из 3 архиереев. После долгих заверений в том, что никто не собирается соединяться с МП, делегация получила согласие митрополита Виталия на участие в Соборе. В тот же день митрополит Виталий написал заявление о своём уходе на покой и о согласии на избрание нового первоиерарха РПЦЗ:

Согласуясь с моим заявлением, на последнем заседании Архиерейского Синода Русской Православной Церкви Заграницей, от 27 июня/10 июля 2001 года, я теперь повторяю пред всеми Вами, пред всем Архиерейским Собором, — что я ухожу на покой. И прошу у всех Вас собратий Архипастырей святых молитв. Я тоже молюсь за всех Вас и теперь все вместе будем молить и просить Пастыреначальника нашего Господа Иисуса Христа, чтобы Он помог нашему Архиерейскому Собору избрать нового предстоятеля нашей многострадальной Русской Зарубежной Церкви. С моей стороны я призываю всех Вас объединиться вокруг нашего соборного избранника и совместно всем нам позаботиться о восстановлении мира и единства среди нас и нашей паствы. Только в единении у нас сила и мы, с Божией помощью, сможем противостоять всем козням врагов видимых и невидимых. Аминь. У всех Вас дорогие собратия, прошу святых молитв и прощения.
24 октября, в день выборов, передал избирательной комиссии запечатанный конверт со своим бюллетенем и изъявил желание присутствовать при определении результатов голосования. Ближайшее окружение митрополита Виталия пыталось воспрепятствовать ему принять участие в подсчёте голосов. За 5 минут до начала процедуры определения результатов голосования позвонила личный секретарь митрополита Людмила Роснянская и заявила, что митрополит не придёт. В тот же день на заседании Собора Людмила Роснянская, также выполнявшая роль сиделки, была уволена с должности. Митрополит Виталий участвовал в вечернем заседании Собора, заняв председательское место, поздравил архиепископа Лавра (Шкурлу) с избранием на пост Первоиерарха РПЦЗ. Планировалось его участие в настоловании новоизбранного митрополита, намеченном на 28 октября.
На следующий день 25 октября к Синоду приехала Л. Д. Роснянская с несколькими своими сторонниками в сопровождении полицейских. Роснянская заявила полиции, что митрополит Виталий содержится в заключении, и, возможно даже, лежит без сознания. Полицейские, переговорив с митрополитом Виталием, заявили, что «он находится в хорошем состоянии и не был подвергнут никакому стеснению или принуждению». Они сообщили митрополиту Виталию, что его секретарь стоит на улице и желает видеть его. «Митрополит, испуганный появлением полицейских, захотел увидеться с Людмилой Роснянской. Попытки архиереев убедить его не делать этого не увенчались успехом». Митрополит заявил, что он свободный человек, находится на покое и желает встретиться с Л. Д. Роснянской. Выйдя на улицу и узнав от Роснянской, что её уволили, митрополит заявил, что уезжает из Синода.
Митрополит Виталий был увезён из здания Синода. В ночь на 26 октября его доставили в Преображенский мужской скит в Мансонвилле. 27 октября от имени Виталия было распространено «Чрезвычайное заявление», в котором говорилось, что митрополит Виталий снимает подпись «о своём добровольном уходе на покой и передаче моих полномочий архиепископу Лавру».
По запросу Синода, где предполагали, что престарелым иерархом манипулирует его окружение, было назначено психологическое освидетельствование; спустя три дня после выхода «Чрезвычайного заявления» вечером 1 ноября 2001 года митрополит Виталий согласно судебному постановлению, выданному по запросу Нью-Йоркского Синода, был вывезен из Свято-Преображенского скита в городе Мансонвилль для совершения над ним психиатрической экспертизы. Психологическое освидетельствование было совершено без согласия на то самого митрополита Виталия, что дало основания его сторонникам говорить о начале гонений на «законного Первоиерарха РПЦЗ», желающего быть верным «традиционной позиции РПЦЗ». По оценке врача-психиатра больницы в городе Шербрук (Канада) г-жи Кэтрин Аллари «нет никаких ограничений для продолжения его теперешних занятий или профессии».
22 ноября 2001 года состоялась вторая попытка архиереев Нью-Йоркского Синода увезти митрополита Виталия из Свято-Преображенского скита, однако эти действия были пресечены жандармерией провинции Квебек. Это позже свидетельствовал сам вл. Виталий в документе, заверенном канадским нотариусом Мари Ганье (Marie Gagne).

### РПЦЗ(В)
Ушедшие из РПЦЗ впоследствии отрицали факт ухода митрополита Виталия на покой. Согласно им события развивались следующим образом: во-первых, прошение об уходе на покой было выработано безглавым Синодом и подписано задним числом — нарушение Правила 20-го Положения об РПЦЗ, во-вторых, Собор был созван Синодом без участия председателя — владыки Виталия, а также в обход указа 24 ноября/7 декабря 2000 года. Собор, где был принят уход на покой митрополита Виталия, и был избран новый первоиерарх — митрополит Лавр, невозможно по мнению ушедших в раскол считать состоявшимся из-за нарушения Правила 13-го Положения об РПЦЗ, а также ввиду «Заявления Первоиерарха РПЦЗ Митрополита Виталия» от 18 октября 2001 года, где говорилось, что «предстоящий Архиерейский Собор, имеющий открыться 23 октября 2001 года, нельзя назвать иначе, как собранием безответственных».
Не признав избрания Лавра и решений собора, митрополит Виталий 1 ноября 2001 года в Спасо-Преображенском скиту в Мансонвилле при поддержке епископа Варнавы (Прокофьева), единственного епископа, который не подписал послание одобряющего решения Архиерейского юбилейного Собора РПЦ, совершил хиротонию во епископы Сергия (Киндякова). Епископ Александр Милеант позже утверждал, что «хиротония была совершена в присутствии стоящего рядом в мантии (и по старческой немощи немогущего служить) Митрополита Виталия (находящегося по собственной просьбе на покое)». Публицист Владимир Мосс писал, что Митрополит Виталий «присутствовал там без соответствующего облачения, одетый только в мантию (что видно на фотографиях с хиротонии: епископ Варнава и епископ Сергий стоят в полном архиерейском облачении, а митрополит Виталий в мантии), в то время как ни литургия, ни хиротония не могут осуществляться в мантии».
В течение ноября 2001 года были совершены три новых архиерейских рукоположения. Под юрисдикцию митрополита Виталия перешла часть приходов РПЦЗ, отвергающих сближение с Московской Патриархией.
Новообразованная неканоническая юрисдикция получила название «Русской православной церкви в изгнании», но скоро название было изменено на «Русская Православная Церковь Заграницей». Для различения данной церковной группы от РПЦЗ митрополита Лавра стало применяться наименование РПЦЗ(В).
С самого начала возникло сомнение, что митрополит Виталий сам составлял документы, выходившие с его подписью: на официальном сайте канонической РПЦЗ отмечалось: «После же того, как Вл. Виталий оказался в Мансонвилле, никто из архиереев не мог беспрепятственно с ним встретиться, побеседовать без посторонних свидетелей, и ни один документ, на котором стоит подпись митрополита Виталия не был получен в условиях, исключающих злоупотребления. Даже неизвестно, знает ли сам Вл. Виталий о существовании документов, выходивших под его подписью из Мансонвилля». Сотрудник русской редакции «Радио Канада» Евгений Соколов, перешедший в 2001 году в РПЦЗ(В), отмечал: «К сожалению, владыка верил тем людям в облачениях, которые его окружали в данный момент, и подписывал документы, когда его убеждали в том, что это нужно сделать. Даже иногда писал под диктовку. <…> Заметьте, при том, — то, что владыка писал сам, имеет совсем иной язык, чем те документы, которые его убеждали подписывать».
В ноябре 2004 году на Архиерейском Соборе РПЦЗ(В) было решено «за многолетнее возглавление Русской Православной Церкви Заграницей и более чем пятидесятилетнее служение в архиерейском сане почтить Высокопреосвященнейшего Митрополита Виталия званием „Блаженнейший“».
26 июля 2006 года «заместитель первоиерарха РПЦЗ(В) архиепископ Лос-Анжелосский и Южно-Американский» Антоний (Орлов) обратился с посланием к иерархам РПЦЗ(В), в котором он призывал архиереев РПЦЗ(В) приехать в Спасо-Преображенский скит в Мансонвилле, дабы освободить «духовного страждущего» Митрополита Виталия из рук «бесчинных людей», возглавляемых личным секретарём первоиерарха Людмилой Роснянской. В качестве обвинения последней он выдвинул фальсификацию указов от имени Митрополита и злоупотребление «его немощью». Примером немощи стал диалог, который даёт понять, что 96-летний Митрополит не узнаёт даже хлеб. Кроме того, в послании говорилось, что Митрополит Виталий перестал ходить на богослужения, ранее посещавшиеся им почти ежедневно, что ведёт к его «духовному истощению».
Скончался 25 сентября 2006 года. Кончина последовала примерно в 10:45 утра в больнице канадского городка Мэйгог. В тот же день Первоиерарх Русской Зарубежной Церкви митрополит Лавр призвал совершать поминовение своего предшественника: «Владыка митрополит Виталий, находясь на покое, к большой нашей скорби, нельзя сказать, что по своей воле, но из-за окружения своего, отстранился от нас. Но, несмотря на это, мы его поминали в наших храмах, как болящего. И теперь, когда его душа нуждается в молитвах, мы призываем наших пастырей и паству молиться о упокоении его души».
Чин отпевания в Свято-Преображенском скиту совершил старейший по хиротонии епископ Владимир (Целищев) в сослужении Андрея Ломова, а также других клириков неканонической РПЦЗ(В). На отпевании присутствовали протоиерей Вениамин Жуков из Парижа, протоиерей Николай Семенов из Брюсселя, настоятель прихода святой блаженной Ксении в Оттаве о. Вячеслав, а также более 200 мирян, в подавляющем большинстве паства РПЦЗ(В). Также проститься с Митрополитом Виталием в Мансонвилль приехали монах Свято-Троицкого монастыря РПЦЗ Флор (Ванько) и ещё несколько клириков канонической РПЦЗ. Однако все они молились несколько в стороне от основной группы. По окончании чина отпевания Митрополит Виталий был погребён в железном саркофаге рядом со Свято-Преображенским скитом и могилами архимандрита Нафанаила и епископа Сергия (Киндякова). Недалеко от скита, на кладбище покоится и мать Митрополита Виталия, урождённая Лидия Стопчанская.
9 декабря 2006 года участники заседания Архиерейского Синода РПЦЗ под председательством Митрополита Лавра соборне совершили заочное отпевание митрополита Виталия в сослужении многочисленных священнослужителей и при участии мужского хора под управлением П. А. Фекулы.

## Оценки
По воспоминаниям протоиерея Владимира Мальченко

Митрополит Виталий был человеком огромной духовной силы. Его беседы были живой богословской школой. И он всегда проповедовал, сеял слово Божие. Вот мы иногда думаем, что если человек далёк от Церкви или сознательно отстраняется от неё, то с ним бесполезно говорить о вере. А митрополит Виталий считал, что никогда беседа о вере, о Церкви не может быть бесполезной, что слово Божие обязательно найдёт отклик в любой душе. И он всегда сеял слово Божие. А когда человек много сеет, обязательно будут плоды этого христианского сеяния. Он был настоящим пастырем. <…> Он был пламенным проповедником, имел дар зажечь людей своими словами. И он был проповедником монашеского духовного подвига. Он прошёл духовную школу в Ладомирово, духовным наставником его был будущий архиепископ Виталий (Максименко), тогда архимандрит Почаевской лавры, который уже в Джорданвилле, будучи архиереем, картошку собирал вместе со всеми. Вот это смирение, кротость и аскетизм! И владыка Виталий (Устинов) воспринял этот образ монашества.
В Преображенском скиту первый звон — в половине пятого утра. В пять часов начало утренних молитв. Митрополит Виталий ровно в пять часов входит. <…> И каждый день он возглавляет утреннее богослужение. Это был монах, это был аскет, это был молитвенник, это был труженик. Когда братия отдыхает (полтора часа после обеда), кто звонит, будит всех на послушание? Митрополит! Первый встаёт после этого отдыха.
Это был действительно отец, это был воспитатель, который мечтал только об одном — я всегда вспоминаю, как он это говорил: «Моя мечта, чтобы хотя бы один из моих монахов стал подвижником, хотя бы один». Но мы живём в Канаде, где русских не так много… Если бы мы жили в России, то монастырский храм был бы полон, было бы много молодёжи, много монахов…
Я жил год у митрополита Виталия на его подворье в Монреале. И это было для меня духовной школой. <…> Духовный пример владыки Виталия очень много значил для нас. Но все мы — люди. Подошла старость, память его стала сдавать, и некоторые люди воспользовались этим, и он, к сожалению, ушёл из Зарубежной Церкви. Мы понимали, что это болезнь…

По словам протоиерея Петра Холодного

Я хорошо знал митрополита Виталия. Я считаю, что он был совершенно замечательный человек. Я думаю, что те перемены, которые произошли в России, к сожалению, произошли в то время, когда он был уже слишком стар, чтобы полностью осознать, что происходит. Он застрял где-то в 50-х.

По словам Ксении Эндрес-Ненчин, работавшей в Архиерейском Синоде с 1982 по 1990 годы:

Миссионерская деятельность РПЦЗ среди англоязычных народов была в значительной степени сведена на нет недальновидным сопротивлением тогдашнего архиепископа (позднее митрополита) Виталия использованию в наших церквях любого языка, кроме церковнославянского. Тот миссионерский масштаб, во всяком случае — в Восточно-Американской епархии был достигнут несмотря на него, а не благодаря ему. Его идея миссионерской работы<…> заключалась в том, чтобы привлечь нецерковных русских к церковным службам, что само по себе хорошо, хотя этому не хватает широты кругозора св. Иоанна Сан-Францисского. Для митрополита Виталий английский язык был осквернён тысячелетним отступничеством.
25 сентября 2016 года на панихиде по случаю 10-летия со дня кончины митрополита Виталия архиепископ Гавриил (Чемодаков) отметил: «престарелый Митрополит, одолеваемый болезнями, был, сам того не вполне сознавая, буквально уведен из нашей Церкви. Но сегодня мы, прежде всего, вспоминаем все то доброе и полезное, что совершил Митрополит на ниве Церковной, а в особенности — для любимого своего детища: Канадской епархии Русской Зарубежной Церкви».

## Семья
- Отец — Пётр Константинович Устинов (26.1.1884-2.7.1958). Окончил Михайловское артиллерийское училище (1905), артиллерийские классы (1914). Мичман (1910), затем лейтенант (25.3.1912). Начал службу в Керченской крепостной артиллерии, в 1911 г. после сдачи экзаменов за курс Морского корпуса был переведен на Черноморский флот. В 1915 году служил на линкоре Императрица Мария, с 1916 года — старшим артиллерийским офицером на Адмирале Нахимове[48]. В Гражданскую войну — во ВСЮР, старший лейтенант вспомогательного крейсера «Африка» Каспийской военной флотилии. В 1920 г. через Батуми и Константинополь эмигрировал в США. Жил в Онеонте (округ Онтсего, штат Нью-Йорк), на 1925 год — член Общества бывших русских морских офицеров в Америке[49]. Держал абажурную фабрику в Коннектикуте, в годы Великой депрессии работал инженером в Техасе. В 1944 года переехал в Нью-Йорк, служил морским интендантом на военной базе. Вторая жена Мария (1901 г.р.), сын Алексей (1928 г.р.).
- Мать — Лидия Андреевна, урождённая Стопчанская (30.4.1890, Тифлис — 12.5.1973, Торонто), дочь жандармского генерала, служившего на Кавказе. Кроме неё в семье было ещё 7 детей. 12 сентября 1918 г. в Одессе вторично вышла замуж за ротмистра Всеволода Николаевича фон-Лангаммера (19.10.1879-1945)[50]. Похоронена в Спасо-Преображенском скиту в Мансонвилле (Квебек).
- Дед по материнской линии — Андрей Михайлович Стопчанский (6.1.1839-6.1.1904), генерал-майор (14.4.1902)[51]. Служил в Баталпашинске, Пятигорске, Александрополе. Начальник уездной полиции в Кубинском уезде, с 18 марта 1897 г. начальник Кутаисского губернского жандармского управления[52].
- Старшая сестра — Милица Устинова[1] (11.4.1909-28.4.1998), родилась в Севастополе, жила во Франции вместе с мужем Львом Третьяковым (20.3.1889-?), поручиком Русской эскадры в Бизерте[53]. 28 сентября 1939 году вместе с мужем получила французское гражданство. Умерла в Монреале[54].
- Дядя по материнской линии — Владимир Андреевич Стопчанский (1870—1920), генерал-майор, герой Первой мировой войны, участник Белого движения.

## Публикации
- «Тайна Церкви» // Православное обозрение. 1954. — № 23. — С. 37-39;
- Экуменизм. Доклад прочитанный Архиерейскому собору в 1967 г. в Магопаке. — Монреаль, 1982. — 18 с.
  - Ecumenism. — New York: Byzantium Press. — 1987. — 20 p.
- Prayer // Orthodox Conf. (6th, 1984). — Toronto, 1984;
- О святом таинстве Соборования / митрополит Виталий. — Монреаль : [б. и.], 1986. — 11 с.
- Слово на погребение Первоиерарха // Православное обозрение. 1986. — № 61. — С. 4-5;
- Интервью для радиостанции «Голос Америки» // Православная Русь. 1990. — № 7. — С. 5-7;
- Об иконографии // Русский пастырь. — Сан-Франциско, 1992. — № 2 (13). — С. 78-83;
- Глубины сатанинские // Митр. Виталий: Юбилейный сборник [Сидней, 2001]. — С. 104—106;
- «Вонмем»: Духовное состояние русского народа в России // Митр. Виталий: Юбилейный сборник [Сидней, 2001]. — С. 109—112;
- Ответ святых: [Доклад на съезде молодёжи в Торонто] // Митр. Виталий: Юбилейный сборник [Сидней, 2001]. — С. 113—119;
- Апокалипсис наших дней: [Докл. Архиерейскому Собору в 1983 г.] // Митр. Виталий: Юбилейный сборник [Сидней, 2001]. — С. 120—125;
- Юбилейное послание // Митр. Виталий: Юбилейный сборник [Сидней, 2001]. — С. 135—137;
- Отрывки из писем // Митр. Виталий: Юбилейный сборник [Сидней, 2001]. — С. 143—156.
- «Я имею в жизни две ценности - Православие и русскость...». Последний Первоиерарх РПЦЗ Блаженнейший Митрополит Виталий (Устинов). — Издание 2-е, исправленное и дополненное.. — СПб.: Традиция. — 360 с.